# Ville-au-Montois
Ville-au-Montois ist eine französische Gemeinde mit 246 Einwohnern (Stand: 1. Januar 2022) im Département Meurthe-et-Moselle in der Region Grand Est (bis 2015 Lothringen). Sie gehört zum Arrondissement Val-de-Briey und ist Mitglied im Gemeindeverband Communauté de communes Terre Lorraine du Longuyonnais.

## Geografie
Ville-au-Montois liegt etwa 21 Kilometer nordnordwestlich von Val de Briey. Umgeben wird Ville-au-Montois von den Nachbargemeinden Baslieux im Nordwesten und Norden, Laix im Norden, Morfontaine im Norden und Nordosten, Fillières im Osten, Joppécourt im Süden sowie Bazailles im Westen.

## Bevölkerungsentwicklung
| Jahr                       | 1962 | 1968 | 1975 | 1982 | 1990 | 1999 | 2006 | 2019 |
| Einwohner                  | 367  | 378  | 356  | 323  | 282  | 263  | 269  | 271  |
| Quellen: Cassini und INSEE |      |      |      |      |      |      |      |      |

## Sehenswürdigkeiten
- Pfarrkirche Exaltation-de-la-Sainte-Croix, 1835 erbaut
- Kapelle Jubert aus dem 16./17. Jahrhundert

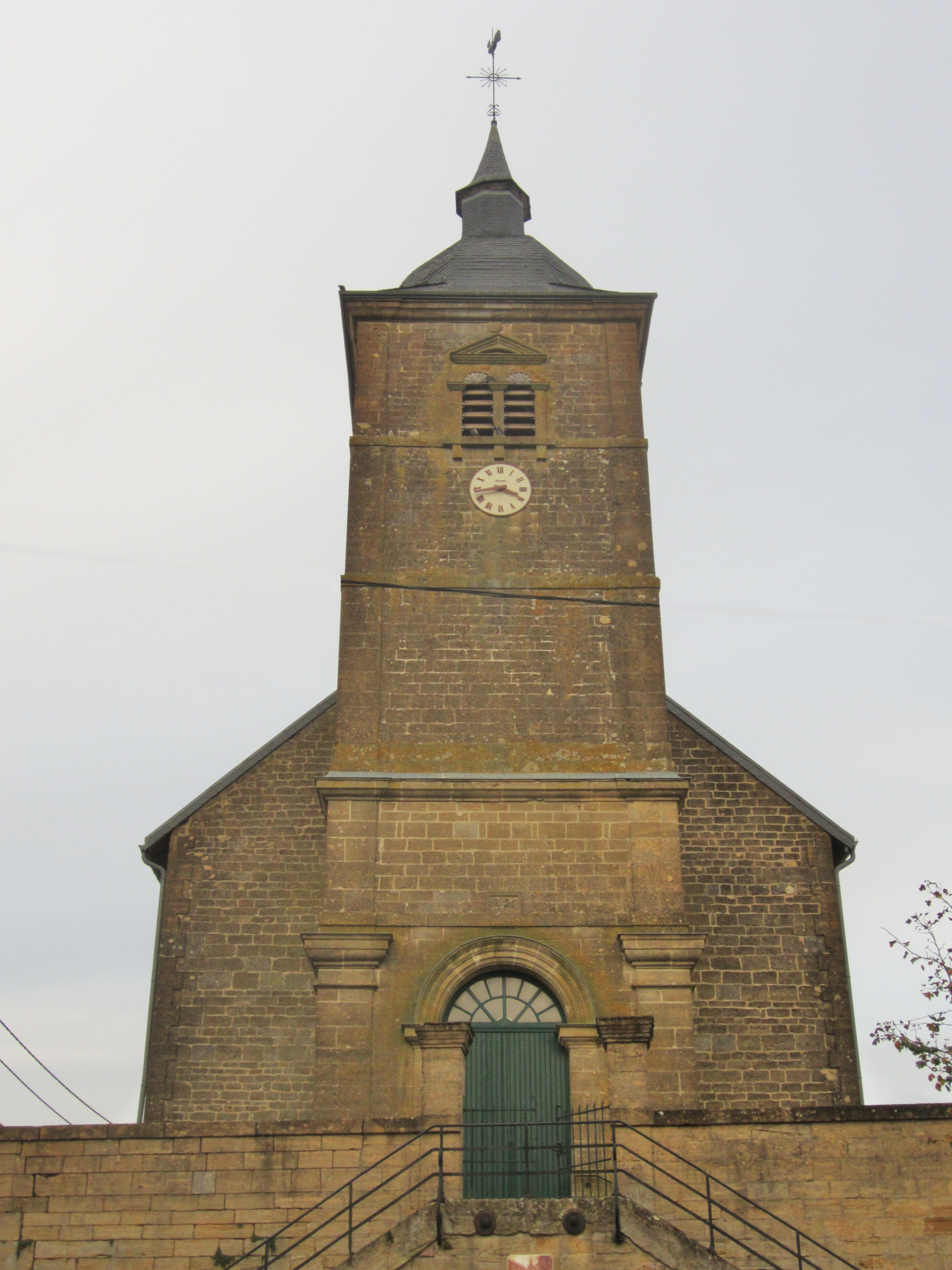
Pfarrkirche Exaltation-de-la-Sainte-Croix
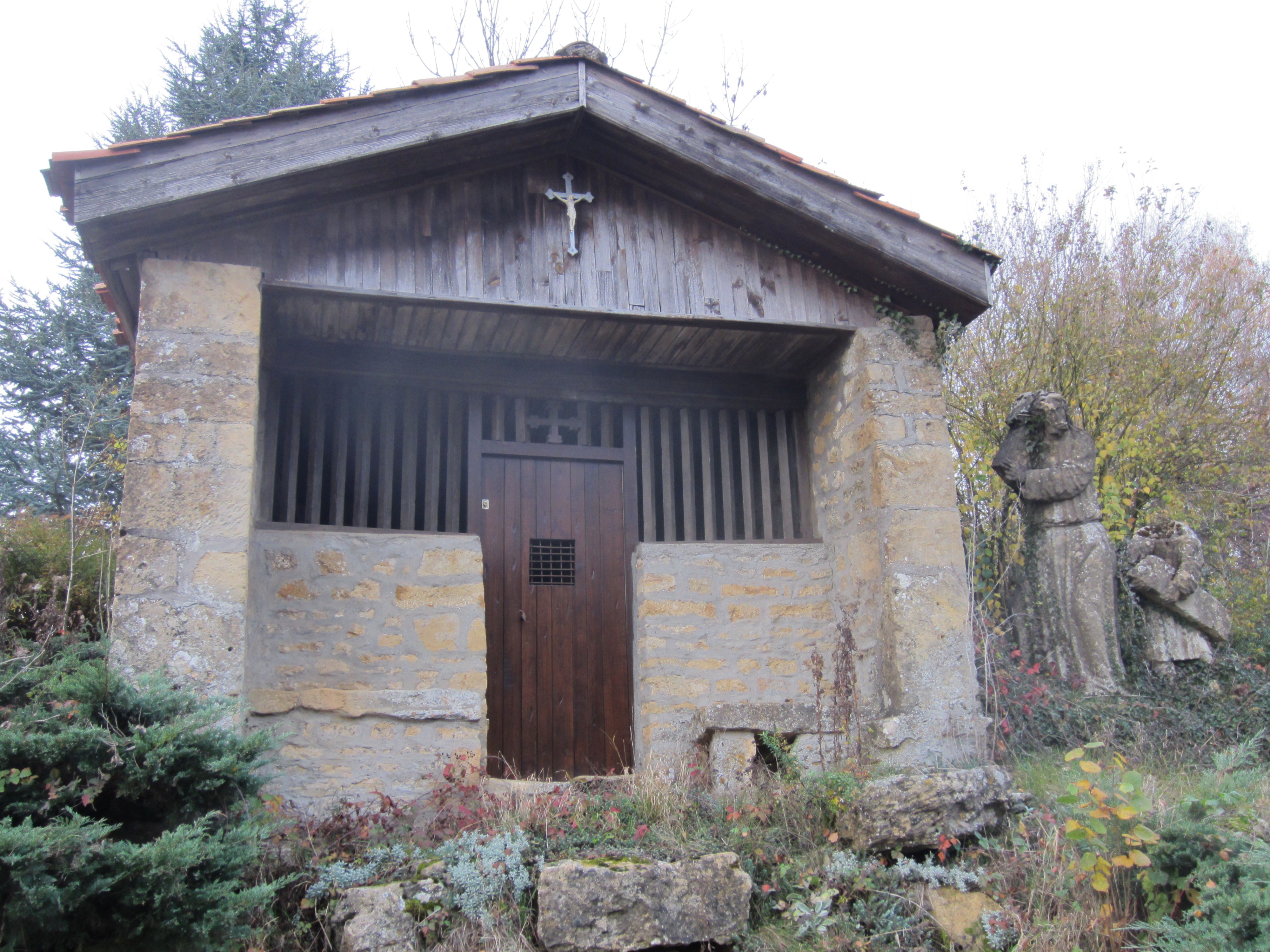
Kapelle Jubert